# یوکیکو اباتا
یوکیکو اباتا (به انگلیسی: Yukiko Ebata) (زاده ۷ نوامبر ۱۹۸۹) والیبالیست اهل ژاپن عضو تیم ملی والیبال زنان ژاپن و باشگاه هیتاچی ریوال است.

## باشگاه
- دبیرستان سیری
- هیتاچی ریوال (۲۰۰۸-)